# 馬洛羅紹韋
47°14′4″N 29°55′30″E / 47.23444°N 29.92500°E
馬洛羅紹韋（烏克蘭語：Малорошове）是位於烏克蘭西南部的村莊，由敖德萨州羅茲季利納區的扎季什希亞市鎮負責管轄。該村始建於1857年，面積0.38平方公里，海拔高度101米，2001年人口25，人口密度每平方公里65.79人。